# Rezmondo
Rezmondo es un municipio y localidad española de la provincia de Burgos, en la comunidad autónoma de Castilla y León, comarca de Odra-Pisuerga, partido judicial de Burgos.

## Geografía
Situado en la margen izquierda del Pisuerga, al este de Castrillo.
Tiene un área de 6,7 km².

## Historia
Villa denominada entonces Resmondo que formaba parte del Partido de Villadiego, en la categoría de pueblos solos, uno de los catorce que formaban la Intendencia de Burgos, durante el periodo comprendido entre 1785 y 1833, en el Censo de Floridablanca de 1787, jurisdicción de abadengo siendo su titular el Monasterio Benedictino de San Pedro de Cardeña, alcalde ordinario.
En el censo de la matrícula catastral contaba con 22 hogares y 74 vecinos.

## Demografía
Rezmondo cuenta con una población de 17 habitantes (INE 2024).
| Gráfica de evolución demográfica de Rezmondo entre 1842 y 2021                                                        |
| |
| Población de derecho según los censos de población del INE. Población de hecho según los censos de población del INE. |

## Comunicaciones
Cruce de caminos de las carreteras locales  BU-V-6113  y  BU-V-6204 .